# Salviano
Salviano è un quartiere di Livorno, situato alla periferia est della città.
Dal punto di vista amministrativo faceva parte del territorio della scomparsa circoscrizione 4.

## Caratteristiche
Antico villaggio suburbano, probabilmente sorto nel tardo impero romano (V-VI sec. d.C.) e documentato come pieve dal X secolo. Per secoli, fino all'inizio del Novecento, l'insediamento ha rappresentato una frazione esterna alla città. Questo fattore caratterizza ancor oggi l'abitato di Salviano, dotato ad esempio di un proprio cimitero adiacente alla chiesa di San Martino.

## Storia
Di origine romana (il toponimo di Salviano deriverebbe dal nome di alcuni colonizzatori d'epoca romana, ovvero la gens Salvia o meno probabilmente la gens Silvia), le prime notizie certe si hanno però in epoca medioevale, intorno all'anno Mille. Già allora esisteva una chiesa consacrata a San Martino che dipese dal 1277 dalla pieve di San Paolo dell'Ardenza e i cui resti sono giunti sino ai giorni odierni; inoltre, la presenza di una casa con torre fornita di una campana a difesa del Porto Pisano dal lato di terra (1182), conferì all'abitato il titolo di Castello.
Salviano era collegato a Livorno da una via (l'attuale via di Salviano) la cui presenza risulterebbe anteriore addirittura alla costruzione della città fortificata del Buontalenti - XVI secolo.
Per tutto il periodo mediceo i territori della frazione si rivelarono tra i più fertili della città e quindi furono caratterizzati dallo sviluppo di numerose colture agricole, con la creazione della "Tenuta di Salviano, Tregolo e Cala Mosca" e della fattoria della "Leccia", appartenente agli Sproni, che si trovava sulla destra della strada diretta verso la Valle Benedetta. Quest'ultima fu eretta nel 1690 sulle rovine dell'antico eremo di Santa Maria di Caprolecchio risalente al 1256. Le porte dell'edificio principale, scolpite a bassorilievo, sono quelle della chiesa dei Greci Uniti. Sul lato sinistro della strada vi era la fattoria dei Grifoni, antico ospizio dei certosini di Calci, detto La Grancia; da qui si spedivano le vettovaglie per la certosa della Gorgona con una barca battente propria bandiera rappresentante la Madonna e i santi Bruno e Gregorio.
Durante il dominio lorenese l'abitato si ingrandì fino a congiungersi con la città presso la Porta San Leopoldo, nella zona dell'attuale piazza Damiano Chiesa. 
Un'importante urbanizzazione è avvenuta solo recentemente, negli anni settanta del Novecento, quando è stata decretata la costruzione di un nuovo quartiere di edilizia popolare nelle aree comprese tra il nucleo storico della frazione e la Variante Aurelia. Dal 2010 si sta costruendo una nuova piazza centrale con fontana monumentale.
Salviano è sede di alcuni insediamenti industriali di medie dimensioni, tra i quali primeggia quello della Whitehead Alenia Sistemi Subacquei, ex Moto Fides.
All'alba del 10 settembre 2017 a seguito di un violento nubifragio l'esondazione del rio Maggiore provoca ingenti danni alla popolazione.

## Eventi
Da oltre un secolo a Salviano si svolge in maggio la "Sagra dei baccelli", una delle manifestazioni più antiche e caratteristiche della tradizione popolare livornese.